# 東京都大学バトン連盟
東京都大学バトン連盟は、大学におけるバトン部及びバトンサークルの活動団体である。

## 概要
主に首都圏に大学が存在するバトン部、バトンサークルにより結成されたバトントワリング団体である。結成日は不明であるが、1968年にバトン・オン・パレードを開催し、以来同パレードを毎年開催している。現在、様々なパレードや学校での演技披露などの活動を行っている。

## 加盟校
- 青山学院大学 吹奏楽バトントワリング部
- 関東学院大学
- 東海大学 スポーツバトンクラブ
- 東京家政学院大学 スポーツバトンクラブ
- 東京工科大学 Stormy Tune
- 日本大学 吹奏楽研究会バトンパート
- 明治学院大学
- 和洋女子大学
- 早稲田大学 スポーツバトンクラブ